# Буланкур
Буланкур (фр. Boulancourt) је насељено место у Француској у региону Париски регион, у департману Сена и Марна.
По подацима из 2011. године у општини је живело 370 становника, а густина насељености је износила 57,45 становника/km².

## Демографија
| 1962. | 1968. | 1975. | 1982. | 1990. | 1999. | 2011. |
| ----- | ----- | ----- | ----- | ----- | ----- | ----- |
| 127   | 132   | 165   | 218   | 287   | 325   | 370   |